# Academia de la Lengua Rapa Nui
La Academia de la Lengua Rapa Nui (en rapanui: 'Ūmaŋa Hatu Re'o) es la institución encargada de dirigir el idioma rapanui, la lengua polinésica hablada por los rapanui. 

## Historia
La Academia de la Lengua Rapa Nui se fundó en julio de 2004 en el Seminario de Educación Intercultural Bilingüe hecho en la Isla de Pascua, donde se discute sobre la disminución de hablantes del idioma rapanui. Así se fundó la Academia de la Lengua Rapa Nui, creada para gestionar y realizar iniciativas educacionales para instalar el idioma transversalmente en los rapanui.